# Burscheid
Burscheid è una città di 18 681 abitanti della Renania Settentrionale-Vestfalia, in Germania.
Appartiene al distretto governativo (Regierungsbezirk) di Colonia, nel circondario del Reno-Berg.